# GSC4023-641
GSC4023-641 є хімічно пекулярною зорею
 
й має видиму зоряну величину в
смузі V приблизно 10.1.
.

## Пекулярний хімічний вміст
Зоряна атмосфера GSC4023-641 має підвищений вміст Si.